# Димитриос Аргириадис
 Тази статия е за гръцкия педагог.  За гръцкия търговец, депутат в Източна Румелия, вижте Димитриос Аргириадис (търговец).  
Димитриос Аргириадис или Папаризос (на гръцки: Δημήτριος Αργυριάδης Παπαρίζος) е гръцки педагог, писател и преводач.

## Биография
Димитриос Аргириадис е роден около 1805 година в Сятища, тогава в Османската империя, днес Гърция. Син е на гръцкия учен Аргириос Папаризос. Брат е на Николаос Аргириадис и Атанасиос Аргириадис. Първоначално учи при баща си в Сятища, а после учи и работи във Виена и Букурещ. Управлява училища в Цариград, Сятища, Костур (1844 - 1850) и Кожани. Занимава се и с научни проучвания, преводи на чуждестранна литература и педагогически трактати.
Димитриос е редактор на първия гръцки вестник в Румъния „Зефирос ту Истру“, който започва да излиза в 1841 година в Букурещ.
Умира на 13 октомври 1875 година в Цариград.
- Некрологът на Димитриос Аргириадис във вестник „Анатоликос Астир“.
- Корицата на книгата, написана от братята Димитриос и Николаос Аргириадис за Константинос Белиос. Издадена във Виена 1838 г.
- „Зефирос ту Истру“, брой 9, 28 септември 1841 г.